# Краутхаймер, Ричард
Ричард Краутхаймер (нем. Richard Krautheimer; 6 июля 1897, Фюрт, Бавария — 1 декабря 1994, Рим) — выдающийся немецко-американский историк искусства, исследователь раннехристианской и византийской архитектуры. Родоначальник применения историко-филологического метода в искусствоведении. «Просвещенный скептик, либерал-демократ, он был великим учителем… Его ценили за характер и жизненную силу; обладая исключительной памятью, он читал стихи или прозу не только величайших немецких, но и других, не столь известных авторов, подавая пример подлинной интернациональной культуры».

## Биография
Краутхаймер родился в еврейской семье оптового торговца Натана Краутхаймера и Марты Ландманн. Его двоюродный брат — известный историк раннехристианского искусства Эрнст Китцингер.
В 1919 году Ричард Краутхаймер поступил на юридический факультет Университета Людвига-Максимилиана в Мюнхене. Под влиянием новых друзей он увлёкся искусствознанием, слушал лекции по истории искусства Генриха Вёльфлина и Пауля Франкла. Краутхаймер завершил своё образование, закончив факультет истории искусств в Галле, где в 1923 году защитил диссертацию «Церкви нищенствующих орденов в Германии» (Die Kirchen der Bettelorden in Deutschland), выполненную под руководством Пауля Франкла и опубликованную в Кёльне в 1925 году.
В марте 1924 года Ричард женился на бывшей студентке истории искусств Трюд Хесс, в Эрфурте, где она работала в Прусской службе памятников (Preussische Denkmaldienst). Более шестидесяти лет она была его другом и соратником во многих предприятиях (скончалась в Риме 12 сентября 1987 года). Эстетические взгляды Трюд Хесс сыграли важную роль в формировании коллекции из 147 рисунков (в основном мастеров итальянской школы), для которой Краутхаймеры также написали каталог (неопубликованный, но сохранённый вместе с другими документами в архиве Библиотеки Герциана в Риме.
После свадьбы на средства своих родителей супруги совершили путешествие в Турцию, Италию и другие страны южной Европы. В 1928—1933 годах Краутхаймер преподавал историю искусства в Марбургском университете, а также в Риме, где был приглашённым лектором в 1929—1930 и в 1931—1932 годах в Библиотеке Герциана. Его первая лекция в Марбургском университете была посвящена истокам изучения истории искусств в Италии (Die Anfänge der Kunstgeschichtsschreibung in Italien). Для того же университета он в 1927 году в Берлине опубликовал очерк о средневековых синагогах (Mittelalterliche Synagogen), который остаётся фундаментальным ещё и потому, что большинство исследованных им синагог были вскоре разрушены нацистами и войной.
В августе 1933 года Марбургский университет освободил Ричарда Краутхаймера от должности профессора в соответствии с нацистскими законами, направленными против евреев. Вместе с женой Краутхаймер переехал в Рим, чтобы сотрудничать с «Корпусом христианских базилик Рима» (Corpus basilicarum Christianarum Romae), но политическая обстановка и трудности, с которыми столкнулся проект, вынудили его в 1935 году эмигрировать в США. Семья Краутхаймеров уехала в Луисвилл, штат Кентукки, где Краутхаймер стал преподавать в местном университете.
В 1937 году семья переехала в штат Нью-Йорк, где до 1952 года Краутхаймер преподавал историю искусств в женском колледже Вассар (Vassar College) — частном университете в городе Покипси. С 1938 года он начал сотрудничество с Институтом изобразительных искусств Нью-Йоркского университета.
В 1946 году Краутхаймер вместе с Ф. Закслем, директором Института Варбурга в Лондоне, и К. Леман-Хартлебеном, основал «Фонд переписи древностей» (fondò un Census of antiques), известных в эпоху Возрождения (с 1995 года хранится в Университете Гумбольдта в Берлине).
В 1942 году Ричард Краутхаймер стал гражданином США. После войны — преподавателем Нью-Йоркского университета, с 1952 года — профессором изобразительных искусств. С 1971 года в отставке — как именной эмерит-профессор. Возвратился в Рим. Вольфганг Лотц, директор Библиотеки Герциана в Риме, расположенной в римском Палаццо Цуккари, выйдя на пенсию, предложил Краутхаймеру должность и квартиру в этом доме. По отношению к Соединенным Штатам Краутхаймер всегда испытывал чувство глубокой благодарности. Свои главные труды он писал по-английски, при этом старался никогда не терять своих связей с Германией. Работая в Риме, он находился в постоянном контакте с Американской академией, учреждением, которому он оставил свои книги.
В 1968 году Краутхаймер был награждён медалью премии «Знатокам Рима» (premio Cultori di Roma). В 1973 году Национальная академия деи Линчеи выдвинула Краутхаймера на присуждение международной премии Фельтринелли. В 1981 году был награждён командорским крестом ордена «За заслуги перед Итальянской Республикой». В 1987 году Ричард Краутхаймер овдовел, в 1994 году умер в Риме в Палаццо Цуккаро.

## Научное творчество и наследие
Научное творчество Краутхаймера в значительной степени посвящено Риму; и основополагающим проектом был «Корпус христианских базилик Рима» (Corpus basilicarum Christianarum Romae). Сложная политическая обстановка помешала помешал немецкой Библиотеке Герциана фиансировать это предприятие. Но в дальнейшем эту роль выполнил Папский институт христианской археологии. Первый том двух изданий на итальянском и английском языках был опубликован Ватиканом в 1937 году; и тот же институт вместе с Институтом изобразительных искусств Нью-Йоркского университета подготовил следующие II—V тома (1962—1980).
По определению Де Анжелис д’Оссат (De Angelis d’Ossat), Краутхаймер в своей работе следовал методам, основанным на «прилежной конкретности», типичной для археологических наук, и с «вниманием к деталям, из которых можно было сделать все возможные логические выводы». Среди изученных Краутхаймером церквей особо важное место занимали Санто-Стефано-Ротондо, Сан-Лоренцо-фуори-ле-Мура, Сан Джованни ин Латерано, не говоря уже о Сан-Дамазо, в раскопках в этой церкви Краутхаймер участвовал в 1937 году и позднее, в 1988 году, он с удовлетворением узнал о подтверждении своего предположения о раннехристианской базилике.
Его эссе «Введение в иконографию средневековой архитектуры» (Introduction to an iconography of Medieval architecture) появилось в «Журнале Института Курто-Варбурга» (V, 1942), его посчитали «разрушительным» из-за отказа автора от абстрактных концепций и устаревших взглядов на архитектуру эпохи Каролингов.
В Библиотеке Герциана в Риме была учреждена ежегодная стипендия имени Краутхаймера. В архиве библиотеки имеется большой биографический материал, заметки и рукописи, черновики относящиеся к печатным произведениям, вырезки из газет и периодических изданий. В 1994 году Ричард Краутхаймер был провозглашен почётным гражданином Рима (civis Romanus). Он также отмечен медалью Хаскинса Американской академии медиевистики в 1982 году за книгу «Рим: Профиль города. 312—1308».
По словам Жермена Базена Краутхаймер «непосредственно унаследовал методологию Вёльфлина и Франкла и занялся распространением соответствующей традиции в США, придав таким образом новое направление развитию истории культуры и общества в Америке».

## Основные публикации
- Церкви нищенствующих орденов в Германии. 1240—1340 (Die Kirchen der Bettelorden in Deutschland),Die Kirchen der Bettelorden in Deutschland, 1240—1340). Кёльн, 1925
- Средневековые синагоги (Mittelalterliche Synagogen). Марбург-Виттенберг, 1927
- К венецианской тречентистской пластике (Zur venezianischen Trecentoplastik). Марбург-ан-дер-Лан: Издательство семинара по истории искусств Марбургского университета. 1926—1935
- Opicinus de Canistris; Мировоззрение и исповедь авиньонского священнослужителя XIV века (Opicinus de Canistris; Weltbild und Bekenntnisse eines avignonesischen Klerikers des 14. Jahrhunderts). Лондон, Институт Варбурга, 1936
- Введение в иконографию средневековой архитектуры (Introduction to an Iconography of Medieval Architecture). Журнал Института Курто-Варбурга. V, 1942: 1-33 (reprinted in: Studies in Early Christian, Medieval and Renaissance Art. Edited by James S. Ackerman et al. New York: New York University Press, 1969)
- Sancta Maria Rotunda. Искусство первого тысячелетия. Труды II конференции по изучению искусства раннего средневековья, состоявшейся в Университете Павии в сентябре 1950 года (Sancta Maria Rotunda. Arte del Primo millennio, Atti del II convegno per lo studio dell’arte dell’alto medio evo tenuto presso l’Università di Pavia nel settembre 1950. Edited by Edoardo Arslan). Турин, 1953: 21-7
- Краутхаймер и Трюд Хесс. Лоренцо Гиберти (Lorenzo Ghiberti). Принстон, 1956
- Менса-цеметерий-мартириум // Археологические тетради (Mensa-coemeterium-martyium. Cahiers archeologiques. 1960, XI: 15-40)
- Каролингское возрождение раннехристианской архитектуры (The Carolingian Revival of Early Christian Architecture. Art Bulletin 24 (1942): 1-38. Reprinted in a slightly revised version in Studies in Early Christian, Medieval and Renaissance Art: 203—256).
- Размышления о раннехристианской архитектуре (Riflessioni sull’architettura paleocristiana. In Atti del VI Congresso Internationale di Archeologia Cristiana, Ravena 23-30 settembre 1962. Studi di Antichità Christiana 26. Vatican City: 1965, pp. 567–79). Ватикан, 1965
- Раннехристианская и византийская архитектура (Early Christian and Byzantine Architecture). Балтимор, 1965
- Бронзовые двери Гиберти (Ghiberti’s Bronze Doors). Принстон, 1971
- Корпус христианских базилик Рима: Раннехристианские базилики Рима IV—IX веков (Corpus Basilicarum Christianarum Romae: The early Christian Basilicas of Rome (IV—IX Centuries). Ватикан, 1937—1977.
- Рим: Профиль города. 312—1308 (Rome: Profile of a City. 312—1308). Принстон, 1980
- Три христианские столицы. Топография и политика (Three Christian Capitals: Topography and Politics). Беркли, Калифорния, 1983
- Рим времени Александра VII. 1655—1667 (The Rome of Alexander VII, 1655—1667). Принстон, 1985